# Mars Oxygen ISRU Experiment
Pour les articles homonymes, voir Moxie.
Mars Oxygen ISRU Experiment, littéralement « expérience d'utilisation in situ des ressources en oxygène de Mars », ou MOXIE, est un instrument du rover Perseverance destiné à démontrer la faisabilité de la production d'oxygène sur Mars par électrolyse à oxyde solide du dioxyde de carbone de l'atmosphère martienne dans le cadre de la mission Mars 2020. Le 20 avril 2021, MOXIE a produit un total de 5,37 g d'oxygène, de quoi permettre à un astronaute de respirer normalement pendant une dizaine de minutes. Il s'agit de la première mise en œuvre du concept d'utilisation des ressources in situ (ISRU) sur une autre planète que la Terre. Ce procédé pourrait être mis à l'échelle d'une mission habitée vers Mars afin de fournir de l'oxygène respirable mais aussi de produire combustibles et comburants constitutifs des propergols nécessaires au retour sur Terre ; de l'eau pourrait également être obtenue en faisant réagir l'oxygène avec de l'hydrogène.

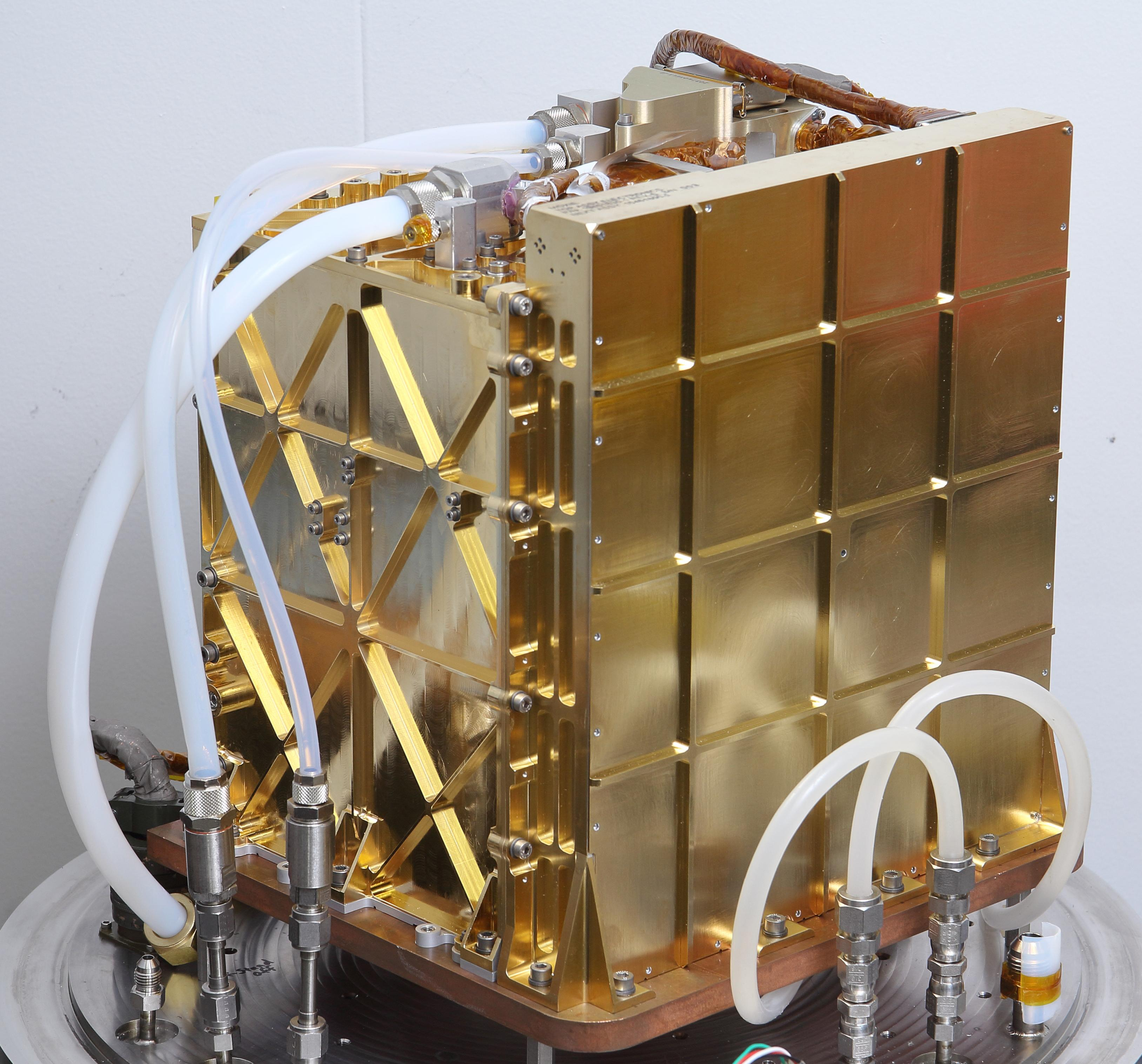
Test d'un module MOXIE au JPL.

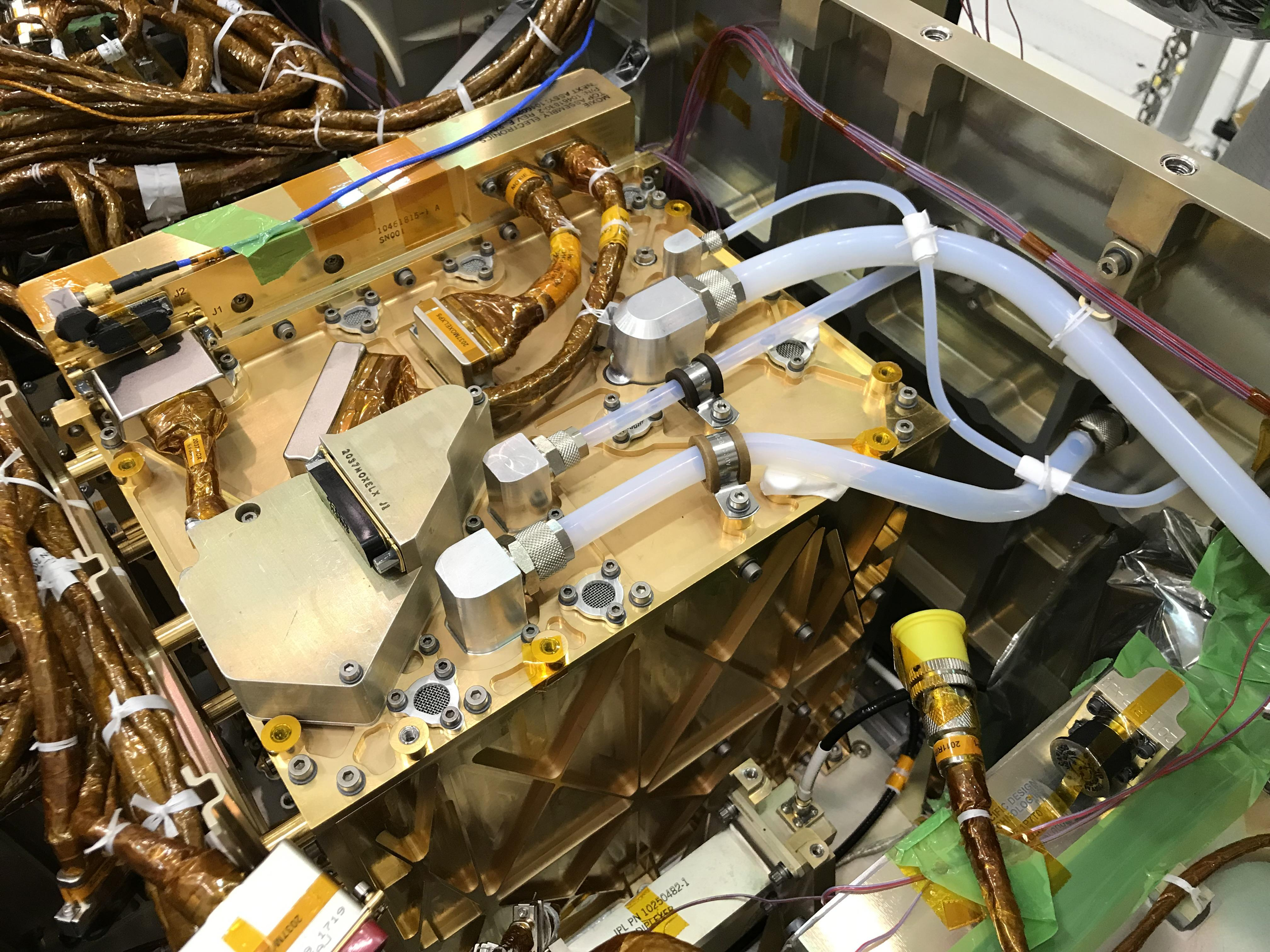
Module MOXIE installé dans le rover Perseverance.

L'expérience est le produit d'une collaboration entre le Massachusetts Institute of Technology (MIT), l'Observatoire Haystack, le Jet Propulsion Laboratory (JPL, géré par le CalTech pour le compte de la NASA), et d'autres institutions.

## Objectif
Surnommé « l'oxygénateur » par ses concepteurs en référence au film Seul sur Mars sorti au moment de son élaboration, MOXIE a pour objectif de produire de l'oxygène d'une pureté d'au moins 98 % à raison de 6 à 10 g/h à partir du dioxyde de carbone de l'atmosphère martienne, de caractériser les propriétés des gaz ainsi produits, et d'étudier l'impact des conditions extérieures sur cette production. L'instrument est conçu pour répondre à ces exigences pendant au moins dix cycles de fonctionnement, dans la plupart des conditions environnementales martiennes à tout moment de la journée, y compris pendant une tempête de poussières.

## Développement
MOXIE s'appuie sur une expérience antérieure, le Mars In-situ propellant production Precursor (MIP, « précurseur de production in situ de propergol sur Mars »), conçu et construit pour être embarqué dans la mission Mars Surveyor 2001 Lander. Le MIP avait pour objectif de réaliser la production de propergol in situ (ISPP, In-Situ Propellant Production) à l'échelle d'un laboratoire par électrolyse du dioxyde de carbone pour produire de l'oxygène. L'expérience MIP fut reportée avec l'annulation de la mission Mars Surveyor 2001 Lander à la suite de l'échec de Mars Polar Lander,.
Le responsable (Principal Investigator) de MOXIE est Michael H. Hecht (en) de l'observatoire Haystack au Massachusetts Institute of Technology (MIT), assisté de Jeffrey A. Hoffman, du département d'aéronautique et d'astronautique du MIT et lui-même ancien astronaute. Le chef de projet est Jeff Mellstrom du Jet Propulsion Laboratory (JPL). Outre le MIT et le JPL, les principaux contributeurs sont OxEon Energy (anciennement Ceramatec, filiale de CoorsTek (en)), spécialisé dans les céramiques avancées, et Air Squared (en), dans les technologies des compresseurs et des pompes pour climatisation. Ont également contribué l'Imperial College London, Space Exploration Instruments LLC, Destiny Space Systems LLC, l'institut Niels-Bohr de l'université de Copenhague, l'université d'État de l'Arizona et l'université technique du Danemark,.

## Structure et fonctionnement
MOXIE aspire, compresse et chauffe les gaz atmosphériques martiens à l'aide d'un filtre HEPA, d'un compresseur à spirale et d'éléments chauffants isolés thermiquement puis clive le dioxyde de carbone CO2 en oxygène O2 et monoxyde de carbone CO par électrolyse à oxyde solide et enfin analyse les gaz obtenus pour en caractériser la composition et les propriétés. L'instrument a une masse totale de 17,1 kg et un encombrement de 23,9 × 23,9 × 30,9 cm. Il consomme une puissance totale de 320 W dont 35 % (110 W) sert à compresser l'atmosphère très ténue de Mars, 22 % (72 W) sert à chauffer l'électrolyseur, 21 % (67 W) alimente l'électronique de contrôle (essentiellement des convertisseurs DC/DC), 19 % (60 W) alimente l'électrolyseur lui-même et 3 % (9 W) alimente les sondes thermiques et capteurs associés ; le rover fonctionne normalement avec une puissance de 100 à 110 W, de sorte qu'aucun autre instrument ne peut fonctionner en même temps que MOXIE, dont un cycle complet d'expérience dure entre 2 et 4 heures pour une consommation d'énergie totale de 440 à 1 000 W h. L'instrument est revêtu d'une couche mince d'or pour limiter son rayonnement thermique à l'intérieur du rover en raison de sa température de fonctionnement élevée.

### Admission et compression des gaz atmosphériques
L'atmosphère de Mars a une pression standard de 610 Pa au niveau de référence martien, ce qui correspond à 0,6 % de la pression atmosphérique terrestre au niveau de la mer (101 325 Pa), avec une température moyenne de 210 K (−63 °C). Sa composition volumique est de 95 % de dioxyde de carbone CO2, 2,6 % d'azote N2, 1,9 % d'argon Ar et divers autres gaz. Elle est en outre chargée d'une quantité variable de poussières continuellement soulevées dans l'atmosphère par des tourbillons et des tempêtes de poussières, dont les grains au niveau du sol ont un diamètre de l'ordre de 3 μm, plus précisément compris entre 1,6  et   4 μm,,. Bien que l'atmosphère martienne soit en moyenne 167 fois moins dense que l'atmosphère terrestre, les grains de poussière y restent nombreux en suspension car ils ne s'agglomèrent pas sous l'effet de l'humidité, comme sur Terre, et ne tombent pas non plus dans une étendue d'eau qui les retient durablement. De surcroît, la pesanteur standard sur Mars n'est que de 3,72 m/s2, soit à peine 38 % de celle de la Terre (9,81 m/s2), ce qui ralentit les processus de décantation par lesquels les grains tendent à sédimenter sur le sol ; les modèles prenant en compte les forces de van der Waals et électrostatiques indiquent que des particules de 3 μm de diamètre peuvent rester indéfiniment en suspension dans l'atmosphère martienne quelle que soit la vitesse du vent, tandis que des particules de 20 μm peuvent être soulevées par des vents de seulement 2 m/s, et être maintenues en suspension par des vents d'à peine 0,8 m/s.
La présence continue de poussières dans l'atmosphère martienne est un problème pour toute application nécessitant d'aspirer ces gaz à travers un filtre : l'accumulation de grains de poussières dans le filtre est susceptible de rapidement bloquer l'aspiration à si faible pression atmosphérique, de sorte qu'il est essentiel de prévoir un système de filtres qui s'encrasse le moins possible dans cet environnement particulier. Le filtre HEPA retenu pour MOXIE doit pouvoir fonctionner sans perte significative d'aspiration pour les dix cycles prévus sur une année martienne dans le cadre de l'expérience ; les applications futures plus massives — destinées à la production d'oxygène pour des systèmes de support de vie et pour les moteurs-fusées des modules de retour sur Terre — nécessiteront vraisemblablement une maintenance régulière de ce filtre pour le débarrasser de sa poussière progressivement accumulée au cours du fonctionnement.
En aval du filtre, les gaz dépoussiérés sont comprimés jusqu'à environ 1 bar par un compresseur à spirale retenu pour sa fiabilité — avec un minimum de pièces en mouvement — et son efficacité énergétique optimale ; malgré cela, son fonctionnement requiert une puissance de 110 W, soit plus du tiers de la consommation énergétique de MOXIE.

### Production d'oxygène par électrolyse à oxyde solide
Le principe d'une cellule d'électrolyse à oxyde solide est que, à température suffisamment élevée, certains oxydes céramiques, comme la zircone stabilisée à l'oxyde d'yttrium (YSZ) ou encore l'oxyde de cérium(IV) CeO2 dopé, deviennent sélectivement conducteurs d'anions oxyde O2− à l'exclusion de tout autre ion et tout en demeurant isolants électriques. Ceci permet de concevoir des systèmes fonctionnant à l'inverse des piles à combustibles afin par exemple de produire de l'hydrogène par électrolyse de l'eau ou, comme ici, de produire de l'oxygène par électrolyse du dioxyde de carbone.
Dans le cas de MOXIE, la température de fonctionnement requise est de 800 °C, température très élevée pour un dispositif embarqué sur un rover martien disposant d'une source d'énergie limitée. Chaque cellule d'électrolyse est constituée d'une plaque en zircone ZrO2 stabilisée à l'oxyde de scandium Sc2O3 (ScSZ) formant l'électrolyte solide avec, sur chaque face, une électrode poreuse déposée par impression : côté CO2, une cathode catalytique en cermet à dispersion de nickel (le cuivre avait été envisagé pour éviter les dépôts de carbone par cokage), et, côté O2, une anode en pérovskite de nature non communiquée mais résolvant le problème du délaminage observé avec les anodes en manganite de lanthane dopé au strontium (LSM) La1−xSrxMnO3 ; des interconnexions en alliage Cr-Fe-Y2O3, dit CFY ou C-I-Y, dont la composition est ajustée pour que leur coefficient de dilatation thermique corresponde très étroitement à celui des cellules elles-mêmes, permettent de connecter les électrodes et de conditionner les cellules individuelles dans des unités hermétiquement closes formant une pile scellée avec du verre. Cette structure est soumise à des contraintes importantes du fait de son fonctionnement par cycles de deux à quatre heures espacés d'environ deux mois au repos, alternant phases de chauffage intense et phases de refroidissement jusqu'à la température du rover, d'où la nécessité de disposer de matériaux aux propriétés thermiques garantissant la stabilité de l'ensemble.
Le CO2 diffuse à travers la cathode poreuse jusqu'à la limite avec l'électrolyte, au niveau de laquelle une combinaison de thermolyse et d'électrocatalyse sépare un atome d'oxygène du CO2 en acceptant deux électrons de la cathode pour former un anion oxyde O2−. Cet anion diffuse à travers l'électrolyte grâce aux lacunes d'oxygène introduites dans la zircone par le dopage au scandium et se propage jusqu'à l'anode sous l'effet de la tension électrique résultant du courant continu appliqué entre les deux électrodes. À l'interface avec l'anode, l'anion O2− cède ses électrons à l'électrode pour redonner un atome d'oxygène neutre qui se combine avec un autre atome d'oxygène en formant une molécule de dioxygène O2, laquelle diffuse hors de l'anode. Cette structure est répétée dix fois en formant une pile qui constitue l'électrolyseur à oxyde solide SOXE de la sonde.
La réaction nette est donc 2 CO2 ⟶ 2 CO + O2. Les gaz inertes tels que l'azote N2 et l'argon Ar ne sont pas séparés de la charge, mais renvoyés dans l'atmosphère avec le monoxyde de carbone et le CO2 non utilisés.

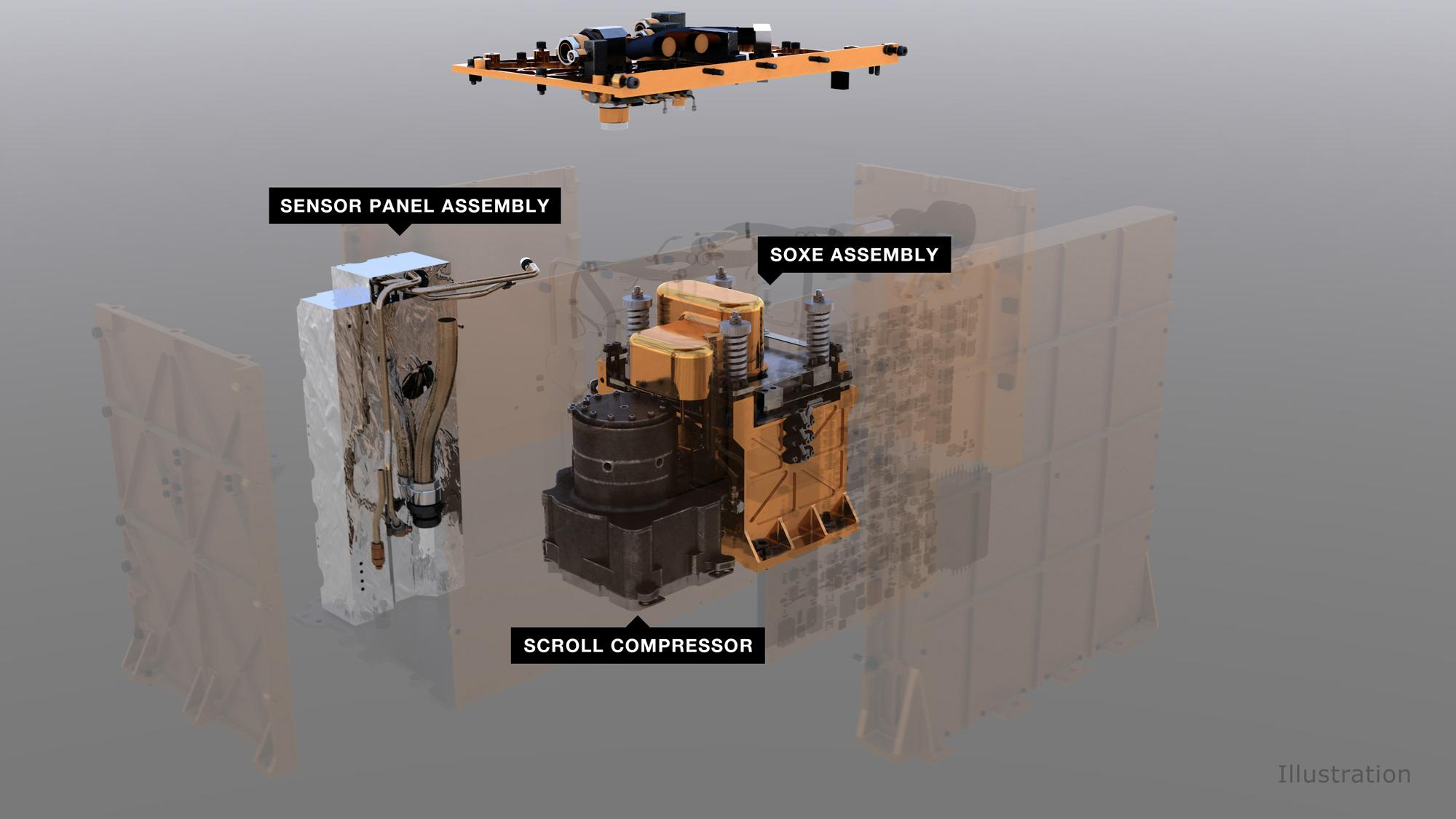
Illustration des composants de MOXIE : une pompe à air aspire le dioxyde de carbone CO2 de l'atmosphère martienne, qui est ensuite régulé et acheminé vers l'électrolyseur à oxyde solide SOXE, où il est clivé électrochimiquement pour produire de l'oxygène O2 pur ; un panneau de capteurs assure le suivi des paramètres de l'instrument[26].
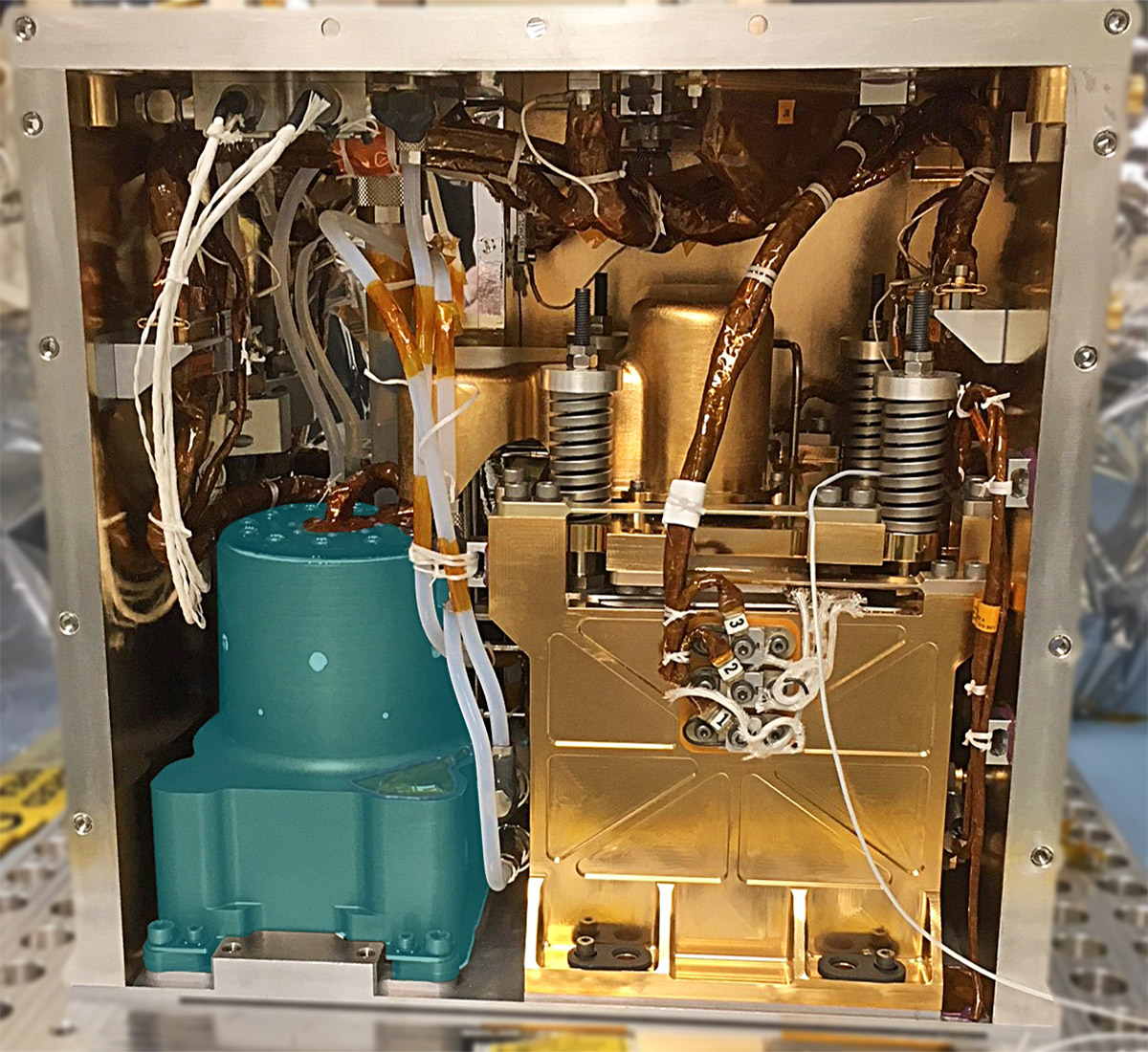
Vue de MOXIE montrant le compresseur à spirale à gauche, portant le CO2 à 1 bar[27], et la cellule d'électrolyse à oxyde solide SOXE à droite ; le panneau de capteurs est à peine visible au fond à gauche.

### Panneau de capteurs
Les sondes et instruments de mesure sont rassemblés dans un panneau de capteurs situé à l'arrière de MOXIE dans le sens de la marche du rover. Leur mission est de monitorer les propriétés des gaz traités par MOXIE, aussi bien ceux aspirés de l'atmosphère que ceux produits par le module d'électrolyse SOXE, et de superviser les conditions opératoires des différents éléments constituant participant à l'expérience. C'est ce dispositif qui permet de qualifier et quantifier les expériences de production d'oxygène qui se déroulent dans l'instrument. Il génère typiquement entre 1 et 2 Mo de données par cycle, à un taux moyen de 136 o/s.

## Expérience sur Mars

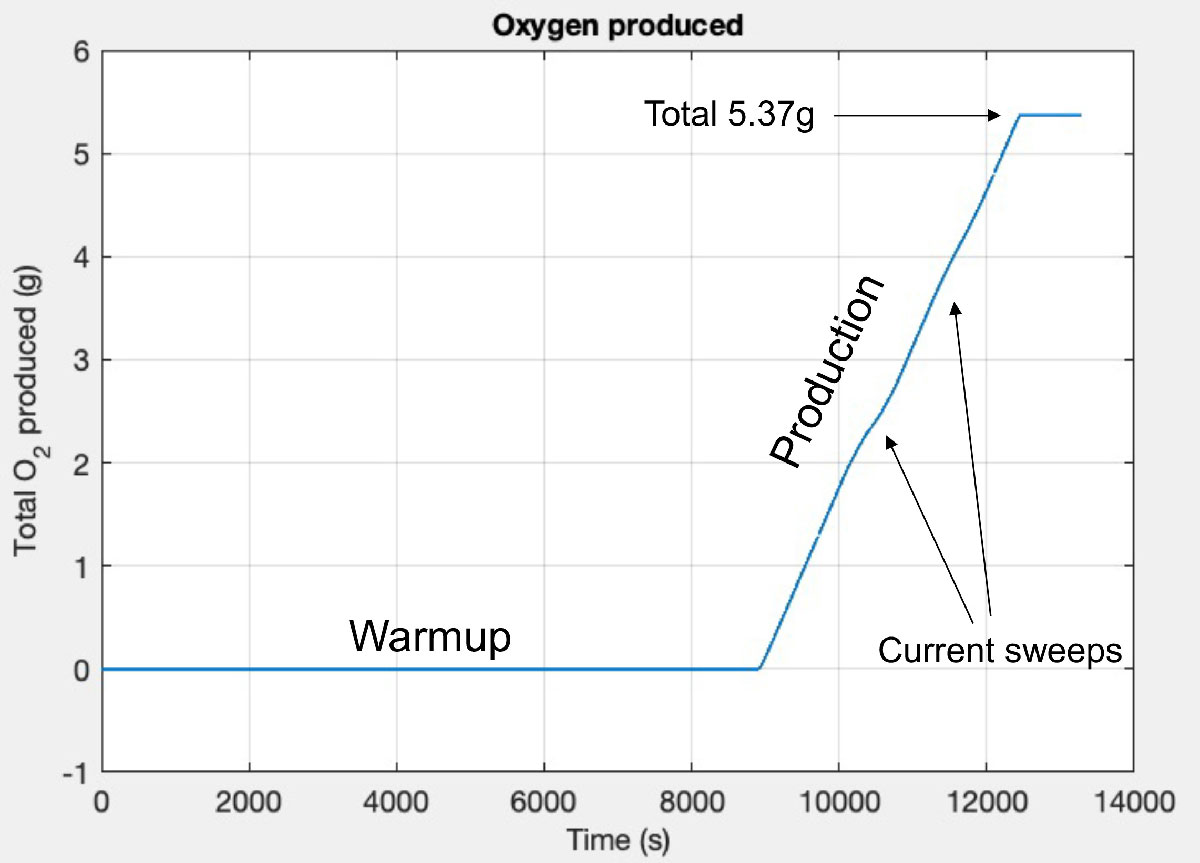
Graphique du premier test de production d'oxygène martien le 20 avril 2021.

La première production d'oxygène a eu lieu dans le cratère Jezero le 20 avril 2021 et a permis de produire 5,37 g d'oxygène, ce qui permettrait à un astronaute de respirer normalement pendant une dizaine de minutes. MOXIE est conçu pour produire de manière régulière 10 g d'oxygène par heure, avec une limite technique à 12 g/h en raison de la limitation à 4 A du courant disponible pour cet instrument à partir du générateur thermoélectrique au plutonium 238 du rover Perseverance.
Il est prévu que MOXIE produise de l'oxygène en tout dix fois au cours d'une année martienne complète. L'expérience comprend trois étapes : la première vise avant tout à caractériser les paramètres de la production d'oxygène sur Mars avec cet instrument ; la seconde vise à tester MOXIE dans différentes conditions atmosphériques et à différentes heures et saisons martiennes ; la troisième vise à produire de l'oxygène à différentes températures, en modifiant le mode de fonctionnement de l'instrument afin d'étudier comment ces paramètres modifient la production.

## Perspectives
Selon la NASA, si MOXIE fonctionne efficacement, il serait possible de faire atterrir un équipement environ 200 fois plus grand dérivé de MOXIE et alimenté avec une puissance électrique d'environ 25 à 30 kW. Pendant une année terrestre, ce système pourrait produire au moins 2 kg d'oxygène par heure pour les missions habitées prévues dans les années 2030. L'oxygène ainsi produit pourrait être utilisé pour les systèmes de support de vie, mais le principal besoin est celui d'un comburant pour le lancement depuis Mars de la mission de retour vers la Terre. On pense par exemple qu'une mission de quatre astronautes sur Mars consommerait environ une tonne d'oxygène pendant un an pour ses systèmes de support de vie mais aurait besoin de 25 tonnes d'oxygène pour produire le propergol nécessaire à son retour sur Terre. Le monoxyde de carbone, sous-produit de la réaction, peut également être récupéré et utilisé comme combustible de faible performance voire être converti en méthane CH4 par réaction avec l'eau afin de produire un combustible plus performant. Autre possibilité, un système de génération d'oxygène pourrait remplir un petit réservoir en prévision d'une mission de retour d'échantillons martiens, ou encore produire de l'eau par combustion avec l'hydrogène.